# Matthias Wegner
Matthias Wegner (* 29. September 1937 in Hamburg; † 7. Dezember 2023 ebenda) war ein deutscher Publizist, Buchautor und Verleger.

## Leben

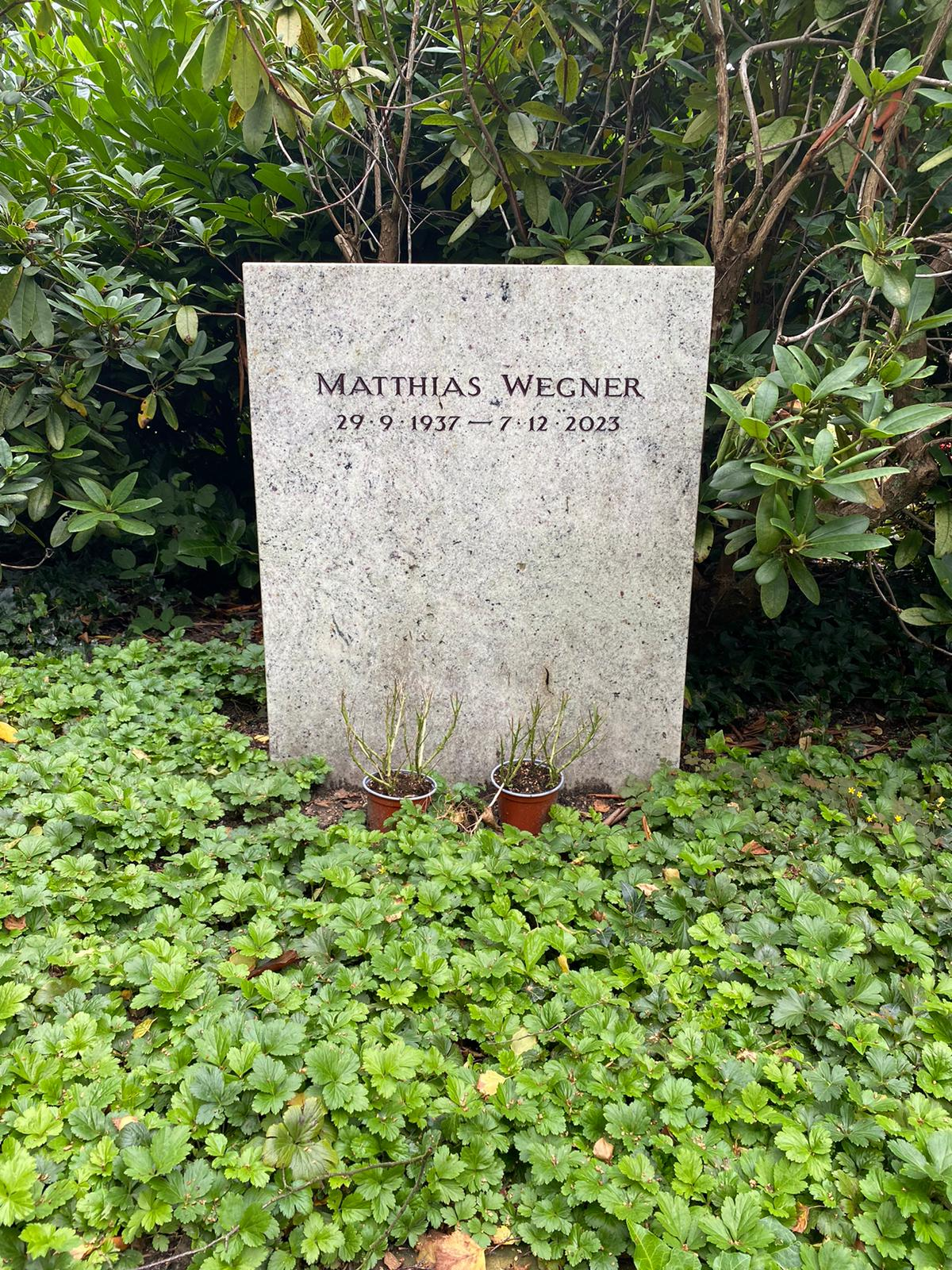
Grabstätte auf dem Nienstedtener Friedhof

Matthias Wegner wurde als Sohn der Buchbinderin Annemarie und des Verlegers Christian Wegner in Hamburg geboren. Er wuchs in München auf und studierte Literaturwissenschaft und Kunstgeschichte in Göttingen, West-Berlin, Basel und Hamburg. im Jahr 1965 promovierte er mit einer Arbeit über die deutschsprachige Exilliteratur. Sie erschien als Buch unter dem Titel Exil und Literatur 1967.
Nach einer kurzen Tätigkeit im Verlag seines 1965 gestorbenen Vaters, dem Christian Wegner Verlag, wurde er 1969 verlegerischer Geschäftsführer der Rowohlt Verlage. Von 1985 bis 1990 war er Programmgeschäftsführer der deutschsprachigen Bertelsmann Buchclubs in Hamburg und Gütersloh. In dieser Zeit begann er auch mit dem Journalismus. Ab 1990 arbeitete er als freier Publizist und Herausgeber (Frankfurter Allgemeine Zeitung, Neue Zürcher Zeitung). Außerdem leistete er Programmarbeit für die Hamburger Kammerspiele und das St. Pauli Theater, seit 2004 betreute er die Reihe „Theater! Theater!“ im Ernst-Deutsch-Theater in Hamburg. Er war Mitglied in der Schriftstellervereinigung PEN-Zentrum Deutschland.
Matthias Wegner lebte mit Christiane Wegner, geborene Biermann-Ratjen, in Hamburg. Sein Sohn ist der Münchener Rechtsanwalt Konstantin Wegner. Halbbrüder sind der Politiker Markus E. Wegner sowie der Verleger Christian Strasser.
Er starb am 7. Dezember 2023 im Alter von 86 Jahren in Hamburg. Beigesetzt wurde er auf dem Nienstedtener Friedhof.

## Veröffentlichungen (Auswahl)
- Hans Albers. Stiftung Ebelin und Gerd Bucerius (Hrsg.). Ellert & Richter. Hamburg 2005, ISBN 3-8319-0224-0
- Ein weites Herz. Die zwei Leben der Isa Vermehren. Claassen, München 2003, ISBN 3-546-00339-X (2013 vom ZDF verfilmt)
- Aber die Liebe. Der Lebenstraum der Ida Dehmel. Claassen, München 2000, ISBN 3-546-00202-4
- Ja, in Hamburg bin ich gewesen – Dichter in Hamburg. Christians Hamburg 2000 (Hrsg.), ISBN 3-7672-1347-8.
- Hanseaten. Von stolzen Bürgern und schönen Legenden. Siedler, Berlin 1999, ISBN 3-88680-661-8. Neuausgabe Pantheon, München 2008, ISBN 978-3-570-55071-7
- Klabund und Carola Neher. Eine Geschichte von Liebe und Tod. Rowohlt, Berlin 1996, ISBN 978-3-87134-266-0
- Jahrhundert Edition, Officin. Bertelsmann Club (Hrsg.) [Buchreihen]
- Exil und Literatur. Athenäum, Frankfurt am Main 1967